# Акедакетівал
Акедакетівал (Акадахетівал) (д/н — бл. 340) — цар (коре) Куша.

## Життєпис
Стосовно періоду панування існують розбіжності: одні дослідники розгладають період 329—240 роки, інші 314—320 роки, ще одні — 314—340 роки.
Можливо після смерті цариці Лахідеамані близько 314 року посів трон, але змушений був зробити співправителем родича відомого як …п…нін, згадка про якого є лише на жертовній табличці в піраміді W384 в Мерое. Також можливо, що Лахідеамані загинула внаслідок внутрішньої боротьби, коли царстві почалася боротьба між різними претендентами.
Є гипотеза, що Акедакетівал був чоловіком Патрапеамані. Про яку також відомості обмежені. В будь-якому разі вчені вважають, що занепад кушитського царства за часів цього володаря прискорився. Зазнав низки поразок від аксумітського царя Усани I, внаслідок чого володіння скоростилися на півдні до міста Соба.
Помер близько 340 року. Йому спадкувала Патрапеамані або Аманіпіладе, яка була дружиною або донькою царя.